# Ready to Die
Ready to Die é o álbum de estreia do rapper norte-americano The Notorious B.I.G.. Foi lançado em 13 de setembro de 1994 pelas gravadoras Bad Boy Records e Arista Records. Ele foi gravado entre 1993 e 1994 no The Hit Factory e no D&D Studios, estúdios localizados na Cidade de Nova Iorque. O disco, parcialmente autobiográfico, conta as experiências de Notorious BIG como um jovem criminoso, intitulando-se como "o Frank White negro".
Ready to Die foi o único álbum lançado por Notorious durante a sua carreira, pois o rapper foi assassinado poucos dias antes do lançamento de Life After Death, em 1997. O álbum recebeu diversas opiniões positivas e tornou-se um sucesso comercial, recebendo a
certificação de platina quádrupla por suas vendas. Foi significativo para a reabilitação da Costa Leste do hip hop, em meio a dominação da Costa Oeste. O álbum possui três singles, com destaque para o segundo, "Big Poppa", que foi nomeado para o Grammy Award de 1996 na categoria Melhor Performance Solo de Rap. Em 2003, Ready to Die foi escolhido pela revista Rolling Stone como o 133° na lista dos melhores álbum de todos os tempos, tornando-se o terceiro disco de rap mais bem posicionado. Em 2006, a revista Time o incluiu na lista dos 100 melhores da história.

## Conceito

### Gravação
O álbum foi gravado em dois períodos diferentes entre 1993 e 1994 na cidade de Nova Iorque, nos estúdios D&D Studios e, principalmente, no The Hit Factory. Notorious assinou contrato com a Uptown Records, de Sean "Puff" Combs em 1993, iniciando no mesmo período a gravação de Ready to Die. As primeiras faixas do disco mostram um período mais "escuro" e que dificilmente iriam tocar nas rádios (dentre elas estão "Ready to Die", "Gimme the Loot" e "Things Done Changed"). Em relação a tais músicas, a revista XXL descreveu Notorious como "inexperiente, muito apressado e com um som paranóico".
Quando o produtor executivo do álbum, Sean Combs, foi demitido da Uptown, a carreira de Biggie foi estancada no limbo, pois somente uma parte do disco havia sido concluída. Após um pequeno periódo narcotraficando na Carolina do Norte, o rapper voltou ao estúdio na recém-criada gravadora do mesmo Combs, a Bad Boy Records. Gravou então as últimas faixas de Ready to Die, descritas como "suaves, em tom mais confiante" e completou o álbum. Neste momento, as canções que recebiam maior destaque eram gravadas no formato de single. A XXL também descreveu que com o tempo as faixas anteriores eram substituídas por freestyles feitos dentro do estúdio.

### Capa
O álbum foi lançado estampando uma capa com um bebê parecido ao artista - embora ostentando um cabelo afro - mostrando o conceito desde o nascimento a morte de Notorious. Tal capa foi listada como uma das melhores de todos os tempos do rap. No entanto, os rappers Raekwon e Ghostface Killah, membros do Wu-Tang Clan, implicaram que tal arte já havia sido utilizada por Nas, no seu álbum de estreia, Illmatic. Posteriormente, um conceito similar foi usado em Tha Carter III, do rapper Lil Wayne.

## Música

### Letras
As letras das músicas de Notorious B.I.G. foram bastante elogiadas pela crítica. Muitos críticos destacaram sua habilidade de contar histórias, como Steve Huey, da Allmusic, o qual comentou: "Seus raps são fáceis de entender, sem o uso de palavras difíceis - possui um fluxo bom, um flow simples e um talento de colocar uma rima em cima da outra em um curto período de tempo." Ele também mencionou que suas letras são "profundamente enraizadas na realidade, mas descritas como cenas de filme." Touré, escritor do The New York Times, referiu-se a Notorious B.I.G. como alguém que saiu do padrão utilizado pelos outros rappers, porque "suas letras misturam detalhes autobiográficos com temas como crime e violência, com honestinade emocional, dizendo como se sentiu no tráfico de drogas." O álbum também é reconhecido por ter um tom sombrio e sinistro, como alguém que estivesse com depressão. Na opinião original da Rolling Stone, Cheo H Coker afirmou que "ele mantém um nível consistente de tensão pela justaposição de momentos emocionais altos e baixos."
As letras em Ready to Die tendem a lidar com a violência, o tráfico de drogas, mulheres e prostitutas, álcool e o uso da maconha, além de outros elementos que estavam ao redor de Notorious. Ele cantou sobre esses temas "de forma clara, com termos esparsos, permitindo quem ouvisse pela primeira vez compreender a situação". A introdução do álbum mostra seu nascimento, sua infância, sua adolescência e como a vida se encontrava no momento do lançamento do disco. A canção "Things Done Changed" foi uma das únicas músicas de hip hop a entrarem na The Norton Anthology of African American Literature. Músicas do álbum incluem de narrativas de homicídio ("Warning") até batalhas de freestyle ("The What," "Unbelievable"). Na última música do disco, "Suicidal Thoughts", Notorious B.I.G. contempla Ready to Die cometendo suicídio.

### Produção
A produção do álbum foi feita principalmente por Easy Mo Bee e Chucky Thompson, e, semelhante as letras, foi bem recebida pela crítica. A Rolling Stone descreveu as batidas como "fundos calmos e pesados", reforçando pela relação com o lírico. A produção utilizou basicamente samples de músicos de funk e soul da década de 1980 e vocais de cantores de rap do mesmo período. Steve Huey, no entanto, apresentou algumas críticas negativas para as batidas: "às vezes as batidas não tiveram nada a ver com a letra, mas isso pouco importa: o show é de Biggie!" Cheo H. Coker retratou as batidas como "um fundo pesado e rápido, mas seria necessário aprimorar um pouco da base, para ver qual instrumento se adequa melhor. A produção é usada para levar o rapper a novos ares."

## Singles
Foram lançados três singles do álbum: "Juicy", "Big Poppa" e "One More Chance", além de uma faixa promocional: "Warning". De acordo com a XXL estas canções representam a parte mais comercial do álbum, em comparação com as demais, resultado do encorajamento de Combs para que algumas faixas fossem regravadas.

### "Juicy"
"Juicy" foi lançada como single em 8 de agosto de 1994. Ela chegou a estar na 27ª posição da Billboard Hot 100, na 14ª da Billboard R&B/Hip-Hop Songs e alcançou o 3° lugar do Hot Rap Singles. Como vendeu mais de 500.000 cópias, a RIAA certificou-o como Ouro em 8 de novembro do mesmo ano.
Produzido por Sean Combs, ele possui samples de "Juicy Fruit", da banda Mtume. Steve Huey, editor da Allmusic, afirmou que, junto com os outros singles, este tem "uma visão otimista, conciliando com um objetivo comercial", chamando-a de "uma crônica sobre a riqueza". Andrew Kameka, do HipHopDX.com, afirmou que a música era "uma das suas melhores e mais reveladoras canções", complementando que "é uma parte da sua autobiografia, uma parte do seu sucesso. Ela documenta a transição de uma estrela desconhecida do Brooklyn para a capa de uma revista."
O produtor Pete Rock, o qual foi selecionado para remixar a faixa, alegou que Combs roubou a ideia original da canção e do instrumental após uma conversa entre os dois. Rock explicou isso em uma entrevista com a Wax Poetics:
| “ | Eu fiz a versão original e não recebi nenhum crédito por isso. Vieram até a minha casa, ouviram a batida do beat na caixa de ritmos. Você vem até a minha residência para ouvir uma música e a rouba. Ele ouviu essa merda e a próxima coisa que ele fez você já sabe. Me mandaram fazer um remix, mas eu digo às pessoas, eu vou lutar até o fim, para comprovar que eu fiz a versão original. Eu não estou bravo com ninguém, só quero o crédito correto. | ” |

O remix de Rock incluiu o mesmo sample que a música original.

### "Big Poppa"
"Big Poppa" foi lançado como o segundo single em 20 de fevereiro de 1995 e semelhante ao single anterior, foi sucesso em várias paradas musicais. Alcançou a sexta posição na Billboard Hot 100, a quarta no Hot R&B/Hip-Hop Singles & Tracks e o topo da Hot Rap Singles. Vendeu mais de um milhão de cópias e a RIAA certificou como platina em 23 de maio de 1995.
Contou com a produção de Combs e Chucky Thompson, e utilizou samples de "Between the Sheets", da banda The Isley Brothers. "Big Poppa" foi nomeada para o Grammy Awards de 1996 na categoria Grammy Award de Melhor Performance Solo de Rap, mas perdeu para "Gangsta's Paradise" de Coolio. Steve Huey a nomeou como "um hino de amor excessivo".

### "One More Chance"
"One More Chance" foi lançado como o terceiro single em 9 de junho de 1995. Foi produzido por Combs e contou com samples de "I Want You Back" de The Jackson 5 e de "Hydra" de Grover Washington, Jr.. Chegou a estar no 2° lugar da Billboard Hot 100 e na primeira posição da Hot R&B/Hip-Hop Singles & Tracks e do Hot Rap Singles. Semelhante à "Big Poppa", vendeu mais de 1 milhão de cópias e foi certificada como platina pela RIAA em 31 de julho de 1995.
Steve Huey a classificou como um "rap de sexo explícito". Cheo H. Coker, escritor da Rolling Stone, tem uma visão parecida sobre a canção, observando que ela era "um dos raps mais obscenos sobre sexo desde o clássico "Talk Like Sex", de Kool G Rap", e complementou que "esta canção hilária prova simplesmente porque B.I.G. gosta de vulgaridade".

## Recepção
| Críticas profissionais | Críticas profissionais |
| Avaliações da crítica  | Avaliações da crítica  |
| Fonte                  | Avaliação              |
| ---------------------- | ---------------------- |
| Allmusic               | [ 19 ]                 |
| Blender                | [ 20 ]                 |
| Robert Christgau       | (A-)                   |
| The New York Times     | (favorável)            |
| RapReviews             | 10/10                  |
| Rolling Stone          | 1994                   |
| Sputnik Music          | [ 25 ]                 |
| The Source             | [ 26 ]                 |
| Stylus Magazine        | (favorável)            |
| Yahoo! Music           | (favorável)            |

### Reação inicial
Após o seu lançamento, Ready to Die recebeu diversas críticas positivas, ao contrário de outros álbuns aclamados da costa leste gravados no mesmo período (incluindo Enter the Wu-Tang (36 Chambers) do Wu-Tang Clan, e Illmatic de Nas). Seu sucesso foi impulsionado pela execução das canções nas principais rádios e a exibição dos singles "Big Poppa" e "Juicy" na MTV. A Rolling Stone elogiou a habilidade de Biggie fazer rimas: "pintando um retrato sonoro tão brilhante que faz você ser transportado até a canção". A revista Q escreveu: "a forma natural de fazer rap, utilizando de forma inteligente efeitos sonoros e diálogos, e um conceito… bastante superior da classe média do gangsta." O álbum alcançou a posição #3 e #15 na Billboard 200 e na Top R&B/Hip-Hop Albums, respectivamente, fazendo o disco ser certificado quatro vezes platina.

### Aclamação posterior
Mesmo depois do seu lançamento, o álbum continuou sendo bastante aclamado. Em 1998, foi escolhido pela revista The Source um dos cem melhores de todos os tempos no rap. A Rolling Stone, que em 1994 havia classificado Ready to Die como 4.5/5 estrelas, em 2005 mudou sua avaliação para 5/5, nota máxima. Em 2003, o disco foi escolhido pela mesma Rolling Stone como o 133º melhor álbum de todos os tempos, tornando-se o terceiro melhor do gênero, atrás apenas de It Takes a Nation of Millions to Hold Us Back do Public Enemy, e Raising Hell do Run-D.M.C., mas o primeiro da década de 1990 e o primeiro a ser de estreia. Ainda, Ready to Die foi ranqueado pela revista Spin o 27° dos Melhores Álbuns entre 1985 e 2005.

## Faixas
| #    | Título                        | Produtor(s)                                             | Sample(s) | Gravada | Duração |
| ---- | ----------------------------- | ------------------------------------------------------- | --- | ------- | ------- |
| 1    | "Intro"                       | Sean "Puffy" Combs                                      | - "Superfly" de Curtis Mayfield - "Rapper's Delight" de Sugarhill Gang - "Top Billin'" de Audio Two - "Tha Shiznit" de Snoop Dogg | 1993    | 3:24    |
| 2    | "Things Done Changed"         | Darnell Scott                                           | - "Summer Breeze" de The Main Ingredient - "California My Way" de The Main Ingredient - "Lil Ghetto Boy" de Dr. Dre - "The Vapors" de Biz Markie | 1993    | 3:58    |
| 3    | "Gimme the Loot"              | Easy Mo Bee                                             | - "Coldblooded" de James Brown - "Throw Ya Gunz" de Onyx - "What They Hittin' Foe?" de Ice Cube - "Just to Get a Rep" de Gang Starr - "Scenario" (remix) de A Tribe Called Quest | 1993    | 5:04    |
| 4    | "Machine Gun Funk"            | Easy Mo Bee                                             | - "Something Extra" de Black Heat - "Up For the Down Stroke" de Fred Wesley - "Chief Rocka" de Lords of the Underground | 1993    | 4:17    |
| 5    | "Warning"                     | Easy Mo Bee                                             | - "Walk On By" de Isaac Hayes | 1994    | 3:40    |
| 6    | "Ready to Die"                | Easy Mo Bee                                             | - "Hospital Prelude of Love Theme" de Willie Hutch - "Singing in the Morning" de The Ohio Players - "Yes, I'm Ready" de Barbara Mason - "Impeach the President" de The Honey Drippers - "Ain't No Half Steppin'" de Big Daddy Kane - "Two to the Head" de Kool G Rap & DJ Polo (sample vocal de Scarface) | 1993    | 4:24    |
| 7    | "One More Chance"             | The Bluez Brothers, Chucky Thompson, Sean "Puffy" Combs | - "I Want You Back" de The Jackson 5 - "Hydra" de Grover Washington, Jr. | 1994    | 4:43    |
| 8    | "#!*@ Me"(Interlúdio)         | Sean "Puffy" Combs                                      | - "Feenin' de Jodeci | 1994    | 1:31    |
| 9    | "The What" (part. Method Man) | Easy Mo Bee                                             | - "Can't Say Enough About Mom" de Leroy Hutson - "Overnight Sensation" de Avalanche | 1994    | 3:57    |
| 10   | "Juicy"                       | Pete Rock (não creditado)                               | - "Juicy" de Mtume - "Rappin' Duke" de Shawn Brown | 1994    | 5:02    |
| 11   | "Everyday Struggle"           | The Bluez Brothers                                      | - "Either Way" de Dave Grusin | 1994    | 5:19    |
| 12   | "Me & My Bitch"               | The Bluez Brothers, Chucky Thompson, Sean "Puffy" Combs | | 1993    | 4:00    |
| 13   | "Big Poppa"                   | Chucky Thompson, Sean "Puffy" Combs                     | - "Between the Sheets" de The Isley Brothers | 1994    | 4:13    |
| 14   | "Respect"                     | Jean "Poke" Oliver, Sean "Puffy" Combs                  | - "I Get Lifted" de KC & The Sunshine Band | 1994    | 5:21    |
| 15   | "Friend of Mine"              | Easy Mo Bee                                             | - "Spirit of the Boogie" de Kool & The Gang - "Vicious" de Black Mamba - "The Jam" de Graham Central Station - "Seventh Heaven" de Gwen Guthrie | 1994    | 3:28    |
| 16   | "Unbelievable"                | DJ Premier                                              | - "Impeach the President" de The Honey Drippers - "Your Body's Callin' de R. Kelly - "Remind Me" de Patrice Rushen - "The What" de The Notorious B.I.G | 1994    | 3:43    |
| 17   | "Suicidal Thoughts"           | Lord Finesse                                            | - "Lonely Fire" de Miles Davis | 1994    | 2:50    |
| 18 * | "Who Shot Ya?"                | Sean "Puffy" Combs, Nashiem Myrick                      | - "I'm Afraid the Masquerade Is Over" de David Porter | 1994    | 5:19    |
| 19 * | "Just Playing (Dreams)"       | Rashad Smith                                            | - "Blues and Pants" de James Brown | 1993    | 2:43    |

- (*) indica material bônus

## Créditos
As seguintes pessoas trabalharam no álbum Ready to Die:
| - Notorious B.I.G. – cantor, compositor (faixas:1 – 19) - Sean "Puffy" Combs – produtor executivo, vozes adicionais, produtor (faixas: 1, 7, 8, 12, 13, 14, 18) - Mr. Cee – produtor executivo associado - Method Man – cantor (faixa: 9) - Lil Kim – vozes adicionais (faixa: 8) - Total – vozes adicionais (faixas: 7, 10) - Chucky Thompson – produtor e instrumentais (faixas: 7, 12 e 13) - Nashiem Myrick – programação adicional (faixa: 13) produtor (faixa: 18) - Diana King – vozes adicionais (faixa: 14) - Sybil Pennix – voz adicional (faixa: 12) - Easy Mo Bee – produtor (faixas: 3, 4, 5, 6, 9, 15) - The Bluez Brothers – produtor (faixas: 7, 11, 12) - Jean "Poke" Oliver – produtor (faixa: 14) | - DJ Premier – produtor (faixa: 16) - Lord Finesse – produtor (faixa: 17) - Darnall Scott – produtor (faixa: 2) - Rashad Smith – produtor (faixa: 19) - Bob "Bassy" Brockman – gravador, mixador - Greg Pinto – gravador, mixador - Rich Travali – gravador, mixador - Mario Rodriquez – gravador, mixador - Charles "Prince" Alexander – gravador, mixador - Bill Esses – gravador, mixador - John Wydrycs – gravador - Norty Cotto – gravador - Eddie Sancho – mixador - Butch Bel Air – fotógrafo - Gwendolyn Watts – coordenador |

## Paradas musicais
| Paradas (1994)               | Posição topo |
| ---------------------------- | ------------ |
| Billboard 200 (EUA)          | 15           |
| Top R&B/Hip-Hop Albums (EUA) | 3            |

| Ano  | Single            | Posição nas paradas                       | Posição nas paradas                           | Posição nas paradas                    |
| Ano  | Single            | style="font-size:85%;"\|Billboard Hot 100 | style="font-size:85%;"\|Hot R&B/Hip-Hop Songs | style="font-size:85%;"\|Hot Rap Tracks |
| ---- | ----------------- | ----------------------------------------- | --------------------------------------------- | -------------------------------------- |
| 1994 | "Juicy"           | 27                                        | 14                                            | 3                                      |
| 1994 | "Big Poppa"       | 6                                         | 4                                             | 1                                      |
| 1994 | "One More Chance" | 2                                         | 1                                             | 1                                      |

## Aclamação
- A informação da aclamção do álbum é proveniente do site Acclaimed Music,[36] exceto por listas lançadas em todo o mundo.
- (*) significa listas não-ordenadas

| Publicação      | País           | Aclamação                                            | Ano  | Rank |
| --------------- | -------------- | ---------------------------------------------------- | ---- | ---- |
| About.com       | Estados Unidos | 100 Grandes Álbuns de Hip Hop                        | 2008 | 5    |
| About.com       | Estados Unidos | Melhores Álbuns de Rap de 1994                       | 2008 | 2    |
| About.com       | Estados Unidos | 10 Álbuns Essenciais de Hip Hop                      | 2008 | 3    |
| Blender         | Estados Unidos | 500 CDs que você deve comprar antes de você morrer   | 2003 | *    |
| Dance De Lux    | Espanha        | Os 25 Melhores Discos de Hip Hop                     | 2001 | 21   |
| ego trip        | Estados Unidos | 25 Grandes Álbuns de Hip Hop entre 1980 e 1998       | 1999 | 2    |
| Mojo            | Reino Unido    | Mojo 1000, o Guia dos CDs Ultimate                   | 2001 | *    |
| Mojo            | Reino Unido    | The Mojo Collection, 3ª e 4ª edição                  | 2003 | *    |
| MTV             | Estados Unidos | Os Grandes Álbuns de Hip Hop de Todos os Tempos      | 2005 | 4    |
| The New Nation  | Reino Unido    | Top 100 Álbuns de Artistas Negros                    | 2005 | 8    |
| Pause & Play    | Estados Unidos | Álbuns introduzidos no Time Capsule, um por semana   |      | *    |
| Pitchfork Media | Estados Unidos | Top 100 Álbuns Favoritas da Década de 90             | 2003 | 32   |
| Pure Pop        | México         | Álbuns do Ano                                        | 1994 | 18   |
| Q               | Reino Unido    | The Ultimate Music Collection                        | 2005 | *    |
| Robert Dimery   | Estados Unidos | 1001 Álbuns Que Você Deve Ouvir Antes Que Você Morra | 2005 | *    |
| Rolling Stone   | Estados Unidos | 500 Melhores Álbuns de Sempre                        | 2003 | 133  |
| Rolling Stone   | Estados Unidos | As Gravações Essenciais dos Anos 90                  | 1999 | *    |
| The Source      | Estados Unidos | Os 100 Melhores Álbuns de Rap de Todos os Tempos     | 1998 | *    |
| The Source      | Estados Unidos | Os 100 Álbuns de Música Negra de Todos os Tempos     | 2006 | 8    |
| Spin            | Estados Unidos | Top 100 (+5) Álbuns dos Últimos Vinte Anos           | 2005 | 30   |
| Spin            | Estados Unidos | Top 90 Álbuns dos Anos 90                            | 1999 | 27   |
| Time            | Estados Unidos | Top 100 Álbuns de Todos os Tempos                    | 2006 | *    |
| Vibe            | Estados Unidos | 100 Álbuns Essenciais do Século XX                   | 1999 | *    |
| Village Voice   | Estados Unidos | Álbuns do Ano                                        | 1994 | 38   |
| VPRO            | Países Baixos  | 299 Nomeações para Melhor Álbum de Todos os Tempos   | 2006 | *    |